# تو را باور دارم
« تو را باور دارم» تک‌آهنگی از هنرمند اهل کانادا سلین دیون، است که در ۱ مه ۲۰۰۶ منتشر شد.